# Ejekta-Decke
Als Ejekta-Decke oder Ejektadecke bezeichnet man eine Ablagerung von Auswurfmaterialien um einen Einschlagkrater oder einen Vulkan. 

## Entstehung
Beim Einschlag (Impakt) eines kleinen Himmelskörpers auf der Oberfläche eines größeren, z. B. beim Einschlag eines Meteoroiden (Asteroid oder Komet) auf der Erdoberfläche, wird durch explosionsartigen Auswurf von Material ein Krater gebildet. Die dabei ausgeworfenen Materialien werden als Ejekta bezeichnet (von lateinisch eicere „auswerfen, ausstoßen“). Die Ablagerung der Ejekta nach dem Einschlag erfolgt, zumindest teilweise, durch freien Flug des ausgeworfenen Materials, also als „ballistische Sedimentation“. Dadurch bildet sich eine „kontinuierliche“, d. h. zusammenhängende  Ejekta-Decke um den Einschlagskrater. Enthält das Material größere Brocken, so kann es auch zur Bildung von Sekundärkratern kommen. 
Bei durch Vulkane verursachten Ejekta-Decken werden während explosiver Vulkanausbrüche Gesteinsmaterial und Lava ausgeworfen. Sie lagern sich beispielsweise als Tuff- oder Lapillischicht rund um den Vulkan ab und bilden eine geschlossene Decke, die mehrere Meter dick werden kann, in manchen Fällen mehrere dutzend Meter.